# Det internationale tribunal til pådømmelse af krigsforbrydelser i det tidligere Jugoslavien
Det internationale tribunal til pådømmelse af krigsforbrydelser i det tidligere Jugoslavien (ICTY) er en international domstol i Haag, som retsforfølger personer mistænkt for krigsforbrydelser, forbrydelser mod menneskeheden og folkemord begået under Krigen i Bosnien-Hercegovina og relaterede krige og konflikter.
Tribunalet hedder på engelsk i kort form International Criminal Tribunal for the former Yugoslavia, hvoraf forkortelsen ICTY kommer. Det fulde engelske navn er The International Tribunal for the Prosecution of Persons Responsible for Serious Violations of International Humanitarian Law Committed in the Territory of the Former Yugoslavia since 1991.
Tribunalet blev oprettet af FN, som tribunalet er en del af. Det er et ad hoc tribunal, hvilket betyder, at det nedlægges når den fastlagte arbejdsopgave er fuldført. Efter planen var det i 2010.
Tribunalet beskæfter 1.200 ansatte.
Domstolen til retsforfølgelse af krigsforbrydelserne, der blev begået i Cambodja fra 1975 til 1979, den såkaldte Røde Khmer-tribunal, er oprettet med Haag-domstolen som forbillede.